# Armsäule

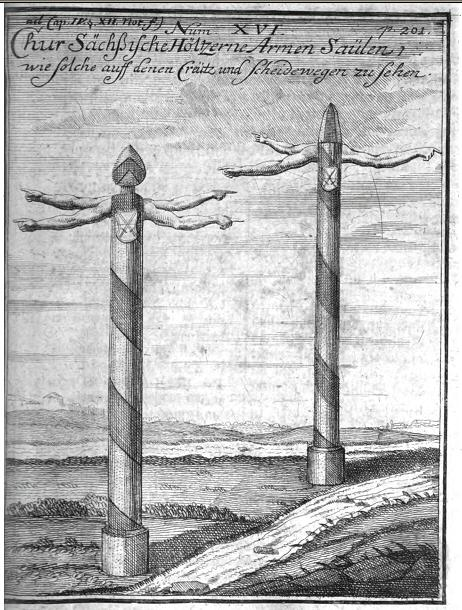
Kupferstich mit kursächsischen hölzernen Armensäulen von 1726

Eine Armsäule, auch Armensäule genannt, ist eine historische Form des Wegweisers. Diese Säulen waren aus Holz und zuletzt z. T. aus Stein gefertigt und zeigten dem Reisenden über Jahrzehnte den Weg. Heute existieren nur noch historische Aufzeichnungen und Rekonstruktionen der Holzwegweiser bzw. Reste von Wegweisern mit einem Steinschaft.

## Sachsen
Bereits Kurfürst Johann Georg III. von Sachsen verfügte 1682 die Aufstellung hölzerner Wegesäulen, welche die bisherige Baummarkierung ablösen sollten. 1691 wurde dann die Errichtung hölzerner Armsäulen (damals Armensäulen genannt) angewiesen, welche an einem senkrechten Pfahl bis zu fünf beschriftete Arme und das sächsische Wappen mit den Kurschwertern trugen. Die als Richtungsweiser dienenden Arme aus Holz waren weiß angestrichen und trugen schwarze Schrift. Der hölzerne Säulenschaft war schwarz-gelb gestreift. Das Holz dafür durfte ohne Bezahlung den kurfürstlichen Wäldern entnommen werden. Eine weitere Anweisung dazu ist vom 1. März 1710 aus der Zeit Kurfürst Friedrich August I. von Sachsen bekannt, welche auch noch parallel zu den Kursächsischen Postmeilensäulen bestanden.
Da deren Holz durch permanente Nässeeinwirkung schnell faulte, stürzten zahlreiche Säulen wenige Jahre nach ihrer Aufstellung um und waren unbrauchbar, so dass auch Säulen aus Stein mit Holzarmen und ab dem 19. Jh. Wegweisersäulen aus regionalem Steinmaterial mit eingemeißelten Orts- und auch Entfernungsangaben in Wegstunden (1 St. = 4,531 km) sowie später mit Kilometerangaben errichtet wurden. Basis für die eigenverantwortliche Errichtung dieser hölzernen bzw. steinernen Wegweiser durch die zuständigen Kommunen waren zuletzt Verordnungen der Landesregierung von 1820, die bis 1934 ihre Gültigkeit hatten.

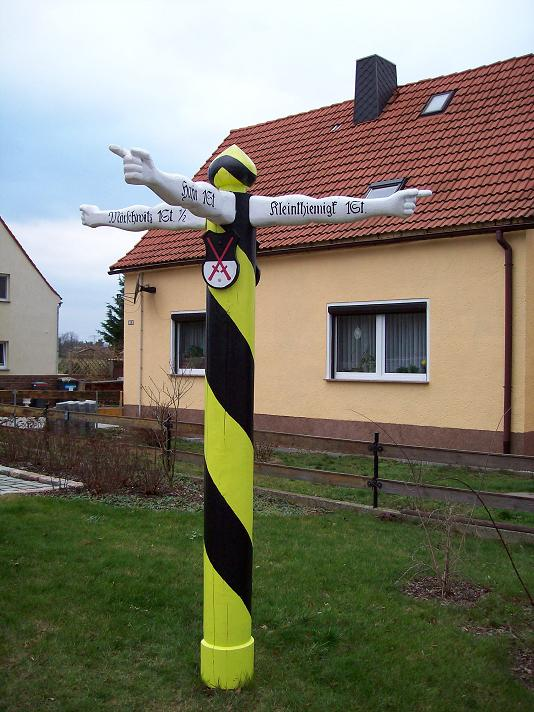
Nachbildung einer Amsäule in Skassa bei Großenhain
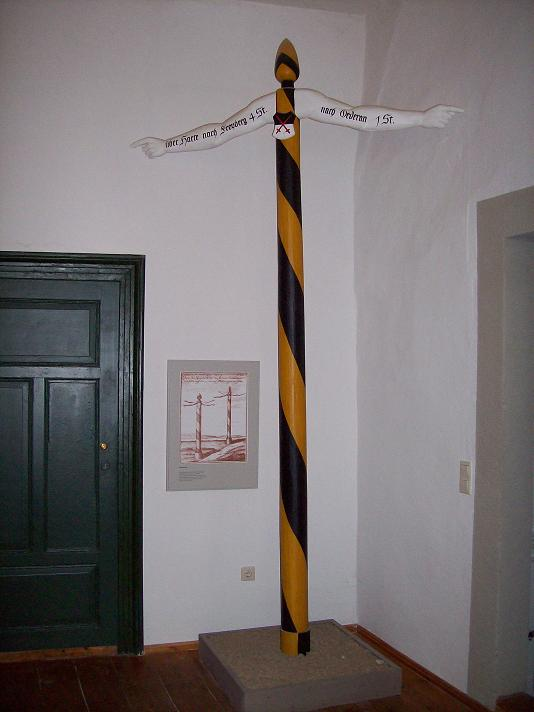
Nachbildung einer Armsäule im Osterzgebirgsmuseum Schloss Lauenstein
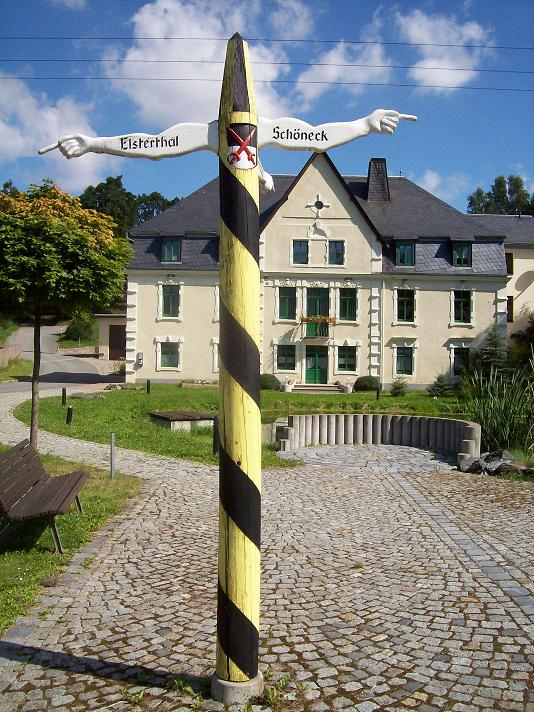
Nachbildung einer Armsäule in Marieney im Vogtland
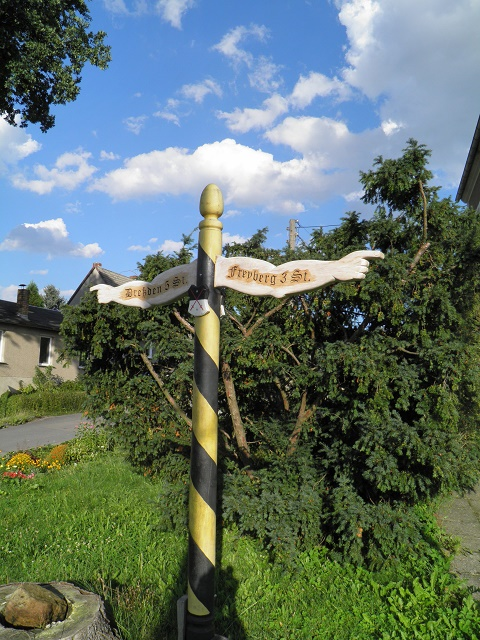
Nachbildung einer Armsäule in Grillenburg im Tharandter Wald
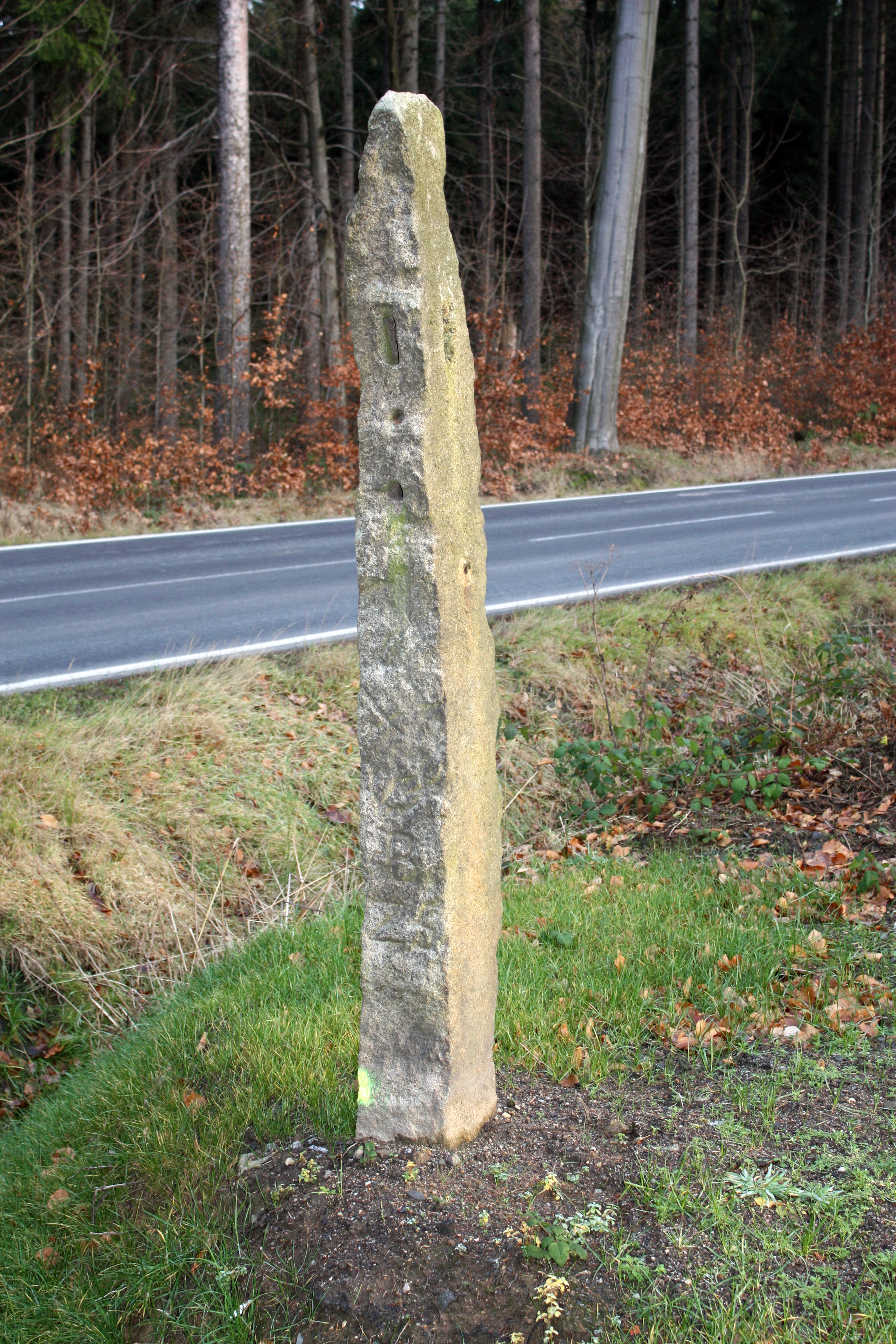
Armsäule von 1725 aus Stein, ursprünglich mit Holzarmen, im Hohwald

## Preußen
Für Preußen gibt es einen Erlass König Friedrich I. von 1704 zur Errichtung hölzerner Armwegweisersäulen. König Friedrich II. von Preußen ordnete am 27. November 1776 ebenfalls die Errichtung hölzerner Wegweiser an. Der älteste nachweisbare hölzerne preußische Wegweiser stand an der Kreuzhütte in Leimbach und wurde vom Heimatverein der Stadt Mansfeld nachgebildet. Eine weitere Nachbildung steht an der Alten Hamburger Poststraße im Krämer Forst.

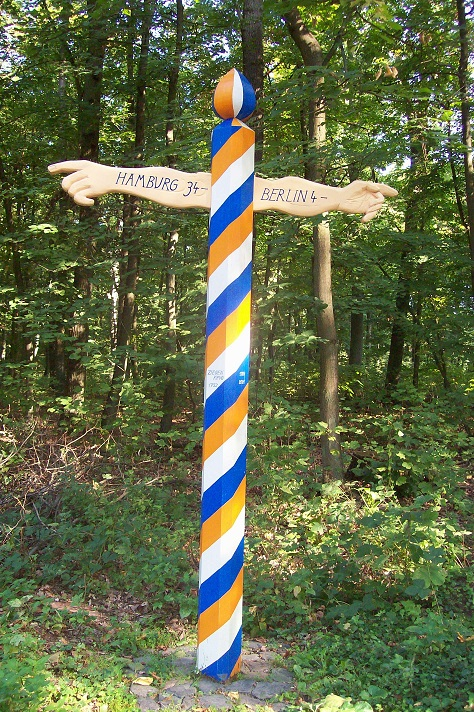
Nachbildung einer Armsäule im Krämer Forst
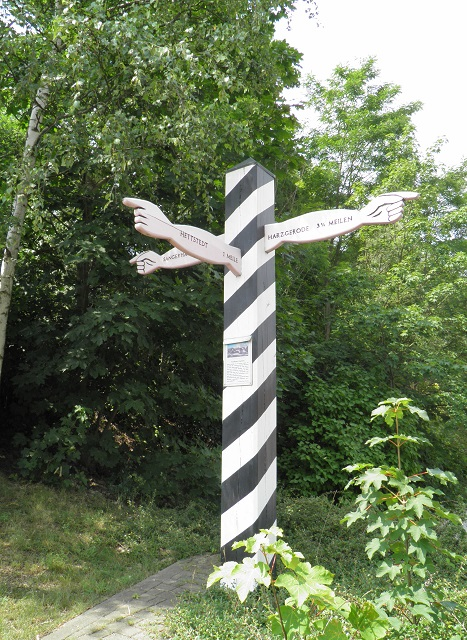
Nachbildung der Armsäule in Leimbach